# درب الاشراف (مجزر)
حصن الدامر الاشراف ال صالح هم من اهل الكرم والشجاعه ويبلغ عدد سكانها 1055نسمه تقريبآ
حصن الدامر ال صالح الاشراف هي إحدى قرى عزلة الاشراف بمديرية مجزر التابعة لمحافظة مأرب، بلغ تعداد سكانها 1116 نسمة حسب تعداد اليمن لعام 2004.